# Куліш Віктор Васильович
Ві́ктор Васи́льович Кулі́ш (нар. 19 квітня 1946, Медика) — український учений-фізик. Фахівець у галузі електродинаміки. Доктор фізико-математичних наук (1988), професор (1989). Заслужений діяч науки і техніки України (2003). Академік-засновник АН ВШ України (1992). Член Американського математичного товариства, академік Інженерної академії України.

## Біографія
Народився в с. Медика Дорогобицької області, нині Підкарпатського воєводства (тепер — Польща). В 1965 р. закінчив Львівський технікум радіоелектроніки за спеціальністю «технологія електровакуумного виробництва». В 1966 р. вступив до Московського енергетичного інституту, який з відзнакою закінчив у 1972 р. У 1978 р. захистив кандидатську дисертацію за спеціальністю «теоретична та математична фізика» (КДУ ім. Т. Шевченка), у 1987 р. — докторську дисертацію за спеціальністю «фізична електроніка» (Інститут фізики АН УРСР, м. Київ). У 1966—1967 рр. — технік Інституту радіотехніки і електроніки АН СРСР (Москва). У 1967—1977 рр. — працівник НДІ «Істок», Москва (технік, інженер, старший інженер). З 1977 р. по 1980 р. — співробітник кафедри теоретичної фізики КДУ ім. Т. Шевченка (ст. інженер, молодший науковий співробітник). З 1980 р. по 1988 р. — завідувач кафедри фізики та електротехніки Академії курортного та природоохоронного будівництва (м. Сімферополь). З 1988 р. по 2001 р. — завідувач кафедри теоретичної фізики Сумського держуніверситету. З 2001 р. — завідувач кафедри теоретичної фізики Національного авіаційного університету (НАУ). З 2003 р. — директор Інституту новітніх технологій НАУ. Ініціатор та головний розробник концепції та навчальної технології нової версії рейтингово-модульної системи при викладанні курсу фізики для інженерних спеціальностей.
Від 2007 р. — професор кафедри теоретичної фізики Аерокосмічного інституту.

## Наукова діяльність
Автор нового наукового напряму «теорія ієрархічних коливань та хвиль». Сформульовано чотири нові фундаментальні закони (щодо природних динамічних ієрархічних систем), розвинуто ряд нових математичних методів (ієрархічна версія методу Боголюбова-Зубарєва, метод усереднених характеристик тощо). Запропоновано конструкцію першого лазера на вільних електронах (ЛВЕ) з накачуванням електромагнітною хвилею (1971—1972). Автор концепції ондуляторних індукційних прискорювачів та серії конструкцій прискорювачів такого типу (1995). Відкрив ряд нових фізичних ефектів (вибухова нестійкість у ЛВЕ, квазіохолодження електронних пучків у схрещених ондуляторних електромагнітних полях).
Автор понад 300 наукових праць, зокрема 3 монографій, 29 винаходів (з них — 21 авторське свідоцтво СРСР, 2 патенти України, 5 патентів США, 1 патент Євросоюзу) та 10 посібників з курсу фізики для інженерних спеціальностей.
Отримав гранти уряду США (проект УНТЦ № 1457), фірми VIARA (США, проект УНТЦ № Р–104).
Підготував 12 кандидатів та 2 докторів наук. Був членом експертної ради ВАК України з фізики. Двічі нагороджений знаком «Петро Могила» та рядом інших нагород.